# Woryty Zalewskie
Woryty Zalewskie oder Woryty (deutsch Woritten) ist eine Ortschaft in der Woiwodschaft Ermland-Masuren im nordöstlichen Polen. Der Ort gehört zur Gmina Zalewo im Powiat Iławski.
Woryty liegt in der Moränenlandschaft des Oberlands, etwa fünf Kilometer östlich von Zalewo. Die Ortslage ist ein lockeres Straßendorf entlang der Droga wojewódzka 519 (der ehemaligen Reichsstraße 126). Sie wird auf ganzer Länge im Süden vom Nehmensee begleitet.
Woritten wurde vom Deutschen Orden als Hakenzinsdorf gegründet.
In der Mitte des 19. Jahrhunderts (Statistik von 1848) waren Woritten und das nördlich benachbarte Barten (als Barthen) adlige Vorwerke des adligen Guts Terpen, gehörten aber spätestens 1874 zum Gutsbezirk Groß Arnsdorf. Seit 1874 gehörte der Gutsbezirk Groß Arnsdorf zum damals geschaffenen Amtsbezirk Arnsdorf im Kreis Mohrungen. Im Jahr 1926 wurden die beiden Gemarkungen Barten und Woritten (insgesamt 532,4609 Hektar) aus dem Gutsbezirk Groß Arnsdorf ausgegliedert und bildeten fortan die Landgemeinde Barten. Die Zugehörigkeit zum Amtsbezirk Arnsdorf blieb dabei unverändert. Diese Verwaltungszugehörigkeit bestand bis 1945.
Nach der Eingliederung in den polnischen Staat wurde Woritten in Woryty umbenannt und der neugebildeten Gmina Zalewo angeschlossen. Die Namensform Woryty Zalewskie (sinngemäß Woritten bei Saalfeld) wurde gewählt, um den Ort vom ansonsten gleichnamigen Woryty Morąskie (sinngemäß Woritten bei Mohrungen) zu unterscheiden.